# Matsudaira Nagachika
Matsudaira Nagachika (松平長親, 1473-1544) était un daimyo de la période Sengoku. Troisième fils de Matsudaira Chikatada, il est l'arrière-grand-père de Tokugawa Ieyasu.

## Biographie

### Règne personnel et conflit avec les Imagawa (1496-1508)
En 1496, Matsudaira Nagachika succède à son père à la tête de la branche principale du clan Matsudaira. Le clan Matsudaira est alors en lutte avec le clan voisin des Imagawa pour le contrôle de la province de Mikawa. Nagachika est attaqué peu de temps après le début de son règne par Imagawa Ujichika et est contraint de livrer une dure bataille, qu'il remporte.
En dehors de ses activités guerrières, Nagachika excelle à cette époque dans l'art de la poésie renga. La décennie qu'il passe à la tête du clan Matsudaira est celle de l'affermissement de la position de la famille dans la province de Mikawa, dont va bénéficier Tokugawa Ieyasu plus tard.
En 1508, le conflit pour le contrôle de la province de Mikawa se rallume, et Matsudaira Nagachika repousse une nouvelle fois les armées d'Imagawa Ujichika. En 1508 toujours, Nagachika passe les rênes de la famille à son fils aîné, Nobutada (alors âgé de 28 ans), et se retire. Les raisons de cette retraite ne sont pas claires puisqu'il continue à se battre contre l'armée d'Imagawa en tant que tuteur de Nobutada et de son petit-fils légitime Kiyoyasu.

### Retraite et crises dans le clan Matsudaira (1508-1544)
Mais Nobutada n'avait pas les épaules pour sa charge et s'attira l'inimitié des vassaux du clan Matsudaira. Sous la pression de ces derniers (et pour garder la vie sauve), Nobutada transmet le pouvoir à Kiyoyasu, son fils, puis se retire. Matsudaira Nagachika sert de tuteur à son petit-fils comme il l'avait fait pour son fils. Au début des années 1530, Kiyoyasu, sous la tutelle de son grand-père Nagachika, poursuit la lutte contre les Imagawa, notamment dans l'est de la province de Mikawa. Le jeune daimyo doit cependant compter avec son oncle, Matsudaira Nobusada, qui convoite son pouvoir. Kiyoyasu s'attire également la rancœur d'un vassal: Abe Masatoyo. Le 5 décembre 1535, ce dernier assassine Kiyoyasu, âgé de 24 ans.
La succession du clan Matsudaira oppose alors Nobusada et Matsudaira Hirotada, le jeune fils de Kiyoyasu, alors âgé de 9 ans. Hirotada deviendra plus tard le père de Tokugawa Ieyasu. Hirotada se rallie alors aux Imagawa. Nobusada chasse brièvement Hirotada de la province de Mikawa avant de céder face à l'alliance que le jeune daimyo a réussi à fédérer autour de lui. Hirotada reprend le contrôle du clan Matsudaira, mais Nobusada continue à se montrer turbulent.
Progressivement, Matsudaira Hirotada gère seul les affaires du clan, et Matsudaira Nagachika, son arrière-grand-père, se retire. Il finira sa vie le 22 août 1544 à 72 ans.